# Gerd Tenzer
Gerd Tenzer (* 4. August 1943 in Baden-Baden) ist ein deutscher Manager und ehemaliger Verbandsfunktionär. Er war Vorstandsmitglied und stellvertretender Vorstandsvorsitzender der Deutschen Telekom AG.

## Leben
Tenzer studierte Nachrichtentechnik an der Rheinisch-Westfälisch Technischen Hochschule Aachen und war ab 1968 im Ulmer Forschungsinstitut von AEG-Telefunken tätig. 1970 wechselte er zur Deutschen Bundespost. 1980 wurde er Referatsleiter für Fernmeldepolitik im Bundespostministerium. Tenzer gehörte von 1990 bis 1994 dem Vorstand der Deutschen Bundespost Telekom und ab Januar 1995 dem Vorstand der Deutschen Telekom AG an. Dort zeichnete er für die konzernweite Koordination von Produktion und Technik, Breitbandkabel, Innovationsmanagement, Einkauf und Umweltschutz verantwortlich.
Zu diesem Zeitpunkt galt Tenzer als ein möglicher Nachfolger auf den Posten des Vorstandsvorsitzenden, nachdem Helmut Ricke im Dezember 1994 seinen Rückzug aus der Unternehmensführung bekannt gegeben hatte. Tenzer betonte, er sei eher „ein Mann aus der zweiten Reihe“. Letztendlich konnte er sich aber nicht gegen den damaligen Sony-Manager Ron Sommer durchsetzen, ein Vorgang, der das Verhältnis zwischen beiden belastet haben soll. Zudem galt Tenzer wegen seiner SPD-Parteimitgliedschaft bei der Regierung Kohl als nicht durchsetzbar.
Am 24. November 2000 wurde er in Frankfurt am Main für zwei Jahre zum Vorsitzenden des Verbandes der Elektrotechnik, Elektronik und Informationstechnik (VDE) gewählt.
Im Frühjahr 2001 führte Sommer einen Umbau des Vorstandes durch, bei dem Tenzer die Verantwortung für das Festnetzgeschäft verlor. Spätestens ab diesem Zeitpunkt galt das Verhältnis zwischen Tenzer und Sommer als dauerhaft gestört.
Nachdem Sommer in Folge der Börsenkrise Anfang der 2000er Jahre immer stärker in die Kritik geriet und am 16. Juli 2002 schließlich zurücktrat, rückte Tenzer als Stellvertreter neben Interimschef Helmut Sihler in die Vorstandsspitze. Vorbehalte seitens der Vorstandskollegen brachten ihm den Ruf eines „Königsmörders“  ein, der Sommer unbedingt beerben wolle. Auch im Aufsichtsrat und an den Kapitalmärkten zeichnete sich Widerstand ab. Nachdem die Bundesregierung Tenzer als möglichen Sommer-Nachfolger ins Gespräch brachte und damit die öffentliche Diskussion um die vakante Nachfolge erneut entfachte, fiel der Kurs der T-Aktie um fast 14 % und verzeichnete den bis dahin höchsten Tagesverlust.
Am 14. November 2002 wählte der Aufsichtsrat Kai-Uwe Ricke, im Vorstand bisher für die Töchter T-Mobile und T-Online verantwortlich, zum neuen Vorstandsvorsitzenden und Nachfolger von Helmut Sihler. Unmittelbar nach der Berufung Rickes zum Konzernchef kündigte dieser einen Umbau und eine Verkleinerung des Vorstands an. Als sich abzeichnete, dass Tenzer in den weiteren Planungen Rickes keine Rolle mehr spielen würde, zog er sich noch im November 2002 aus dem Vorstand der Telekom zurück. Tenzer war dem Unternehmen als Sonderbeauftragter für Telekommunikations- und Wettbewerbspolitik aber weiterhin verbunden.

## Wirken
Tenzer eilte der Ruf voraus, technische Abläufe bis ins kleinste Detail zu kennen, was ihm den Beinamen „Herr der Netze“ eintrug. Siemens-Vorstandschef Heinrich von Pierer bezeichnete ihn als „das technologische Gewissen der Telekom“ und „harten Verhandlungspartner“.
Zu seinen maßgeblichen Errungenschaften zählen der Neuaufbau einer leistungsfähigen Telekommunikationsinfrastruktur in den neuen Bundesländern, die ISDN-Einführung, die Digitalisierung des Telefonnetzes, der Ausbau von DSL-Zugängen, die Restrukturierung und Forcierung des Verkaufs des Kabel-TV-Geschäftes sowie der Umbau von der Behörde zur Aktiengesellschaft unter anderem durch die Reduzierung der Anzahl der Fernmeldeämter von mehr als 100 auf 13.

## Sonstiges
Gerd Tenzer ist verheiratet und Vater einer Tochter und eines Sohnes.
Seit 1963 ist er Mitglied der katholischen Studentenverbindung KDStV Franconia Aachen.

## Auszeichnungen
1986 erhielt Tenzer das Eisenhower-Exchange-Stipendium. 1992 ernannte ihn eine US-Fachzeitschrift für den Glasfaserausbau in den neuen Bundesländern zum „Fiberman of the Year“. Im Jahr 2000 wurde Tenzer von der Umweltstiftung WWF Deutschland zum Ökomanager des Jahres gewählt. Hintergrund der Auszeichnung war die von ihm erreichte Verdoppelung des Recycling-Anteils bei Telekom-Produkten. Für sein Engagement bei der Einführung von DSL in Deutschland wurde Tenzer 2002 vom International Engineering Konsortium der IEC Fellow Award verliehen. 2004 folgte die Verleihung des Bundesverdienstkreuzes am Bande durch den damaligen NRW-Ministerpräsidenten Wolfgang Clement im Namen von Bundespräsident Johannes Rau.

## Aufsichts- und Beiratsmandate
Mitglied im Zukunftsrat NRW; Aufsichtsrat in folgenden Telekom-Tochtergesellschaften: T-Mobile (auch 3 Monate lang Vorsitzender der Geschäftsführung), T-Systems, T-Venture (Vorsitz) und DeTeLine; ECI Telecom, israelischer Anbieter von Netzinfrastruktur; SES/Astra, internationales Satellitenbetreiber-Konsortium und Transmode, schwedischer Anbieter von Netzwerklösungen.